# Alan Vega
Boruch Alan Bermowitz, conocido como Alan Vega (Brooklyn, Nueva York, 23 de junio de 1938-16 de julio de 2016), fue un cantante y compositor estadounidense, líder y vocalista del dúo Suicide.

## Carrera
Nacido en Brooklyn en 1938, se graduó en el Brooklyn College y comenzó su carrera artística haciendo esculturas de luz. En 1974 abrió una pequeña galería en la parte baja de Manhattan, donde comenzó a crear el “Project of Living Artists”, un sitio para desarrollar diversos proyectos artísticos. Allí conoció a un grupo llamado Reverend B, en el que Martin Rev (Martin Reverby) tocaba el piano eléctrico. Martin Rev se convertiría en el colaborador de Alan Vega en Suicide. Tras la disolución de Suicide en 1980, Alan Vega publicó su primer disco en solitario, que incluía «Jukebox Babe», una de sus canciones más conocidas, y definía el estilo rockabilly cubista que marcaría su carrera durante algunos años. Más adelante en su carrera, realizó un giro hacia una producción más comercial con Just A Million Dreams, el cual le reportó un relativo éxito.

## Discografía seleccionada

### Álbumes
- 1980: Alan Vega (Celluloïd)
- 1981: Collision Drive  (Celluloïd/Vogue)
- 1983: Saturn Strip (Elektra/Celluloïd)
- 1985: Just A Million Dreams  (Elektra)
- 1990: Deuce Avenue  (Musidisc/Infinite Zero)
- 1991: Power On To Zero Hour  (Musidisc)
- 1993: New Raceion  (Musidisc)
- 1995: Dujang Prang  (Saturn Strip Ltd)
- 1996: Cubist Blues  (Thirsty Ear)
- 1999: 2007  (Double T Music)
- 2007: Station  (Blast First/Mute)

### Recopilaciones
- 1989: Jukebox Babe / Collision Drive  (Infinite Zero) : recopilación de los dos primeros álbumes
- 2004: Saturn Strip / Just A Million Dreams  (Wounded Bird) : recopilación de los dos álbumes siguientes

### Sencillos & EP
- 1984: Outlaw / Magdalena 84  (Ariola)
- 1985: Just A Million Dreams  (Elektra)